# Pays-Bas (toponymie)
Pour les articles homonymes, voir Pays-Bas (homonymie).
Le terme Pays-Bas, en néerlandais : Nederlanden, est apparu au XVe siècle à la cour et à l'apogée de l'État bourguignon, désignant par deixis l'ensemble des territoires acquis dans la région historique des Pays-Bas.

## Historique

Pays-Bas bourguignons (en orange) à la mort de Charles le Téméraire

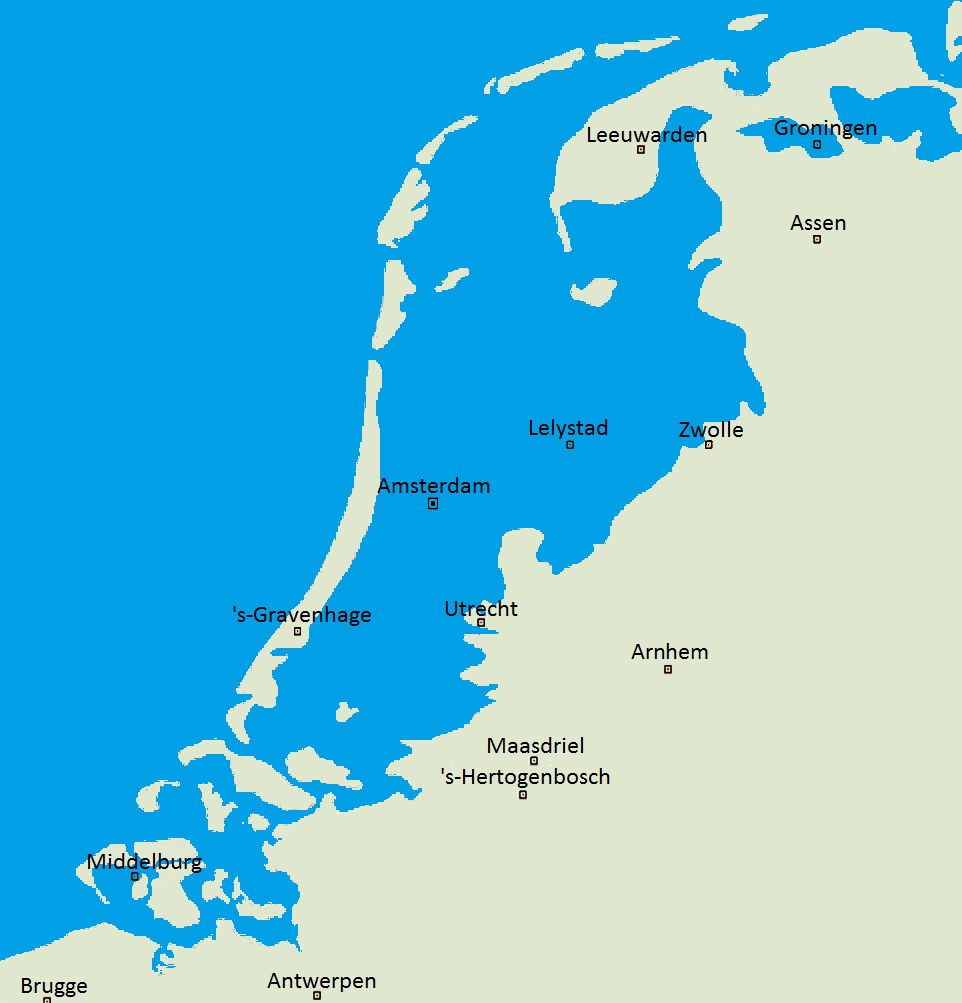
« S'il n'y avait pas les digues » : la plus grande partie des Pays-Bas se trouve sous le niveau de la mer (comparé ici au niveau normal d'Amsterdam, nivellement général des Pays-Bas)

Les Pays-Bas sont d'abord désignés, par les ducs de Bourgogne, par l'expression de « pays de par-deçà », par opposition aux « pays de par-delà » (Bourgogne proprement dite et Franche-Comté). Le terme « Pays-Bas » provient de die niederen [Rhein]lande, traduit en français par « les basses terres [rhénanes] » et donc les « Pays bas [rhénans] » (puis « Pays-Bas » écrit ainsi en considérant l'ensemble comme un nom propre, afin de les distinguer de ces « pays de par-delà », même si l'on trouve parfois en français l'adaptation littérale « Néerlande » ou encore « Néderlande ». Plus tard, les géographes désignèrent les deux parties des Pays-Bas séparées sous le nom de Belgica Regia et Belgica Foederata pour désigner les Pays-Bas du sud restés sous l'emprise de la couronne d'Espagne et ceux du nord devenus indépendants et unis en fédération.

« On a donné le nom de Pays-Bas aux dix-sept provinces, situées entre la France, l'Allemagne & l'Océan et qui s'étendent depuis le 49e degré, 30 minutes de lattitude (sic) jusqu'au 53e degré 30 minutes & depuis le 19e degré 40 minutes de longitude jusqu'au 25e. Elles ont la France au midi, l'Allemagne à l'orient, l'Océan au septentrion & à l'occident. Le terrein (sic) y est en plusieurs endroits plus bas que la mer, & c'est qui leur a fait donner le nom des Pays-Bas. »

— Almanach de Gand 1791
Cette région couvre aujourd'hui :
- la partie européenne des Pays-Bas actuels, compris dans l'actuel Royaume des Pays-Bas ;
- la Belgique ;
- le Grand Duché de Luxembourg ;
- une partie des Hauts-de-France (les Pays-Bas français, aussi appelés parfois les Flandres françaises aujourd’hui, mais incluant également l’Artois et ayant pu s'étendre à une partie de la Picardie, et qui ont fait partie des « Pays-Bas du Sud », jusqu’à leur annexion par le royaume de France au XVIIe siècle) ;
- quelques territoires de l’ouest de l’Allemagne.

L'actuel Royaume des Pays-Bas, qui existe depuis 1830 comprend lui-même quatre pays constitutifs qui sont :
- les Pays-Bas actuels, principalement situé en Europe, mais qui comprend aussi Bonaire, Saint-Eustache et Saba aux Caraïbes
- Aruba
- Curaçao
- Saint-Martin

## Terminologie des Pays-Bas dans le passé
À partir du XVe siècle, les ducs de Bourgogne ont assemblé un territoire de plusieurs comtés et duchés que l'on a nommé, par la suite, les Pays-Bas bourguignons. En 1477, Maximilien de Habsbourg se marie avec Marie de Bourgogne et le territoire passe à la dynastie des Habsbourg. Ils sont dès lors, parfois, qualifiés de Pays-Bas des Habsbourg. À partir du règne de Philippe II, roi d'Espagne, ces territoires sont désignés par l'expression de Pays-Bas espagnols. Tout au long du XVIe siècle en particulier, mais dans les siècles suivants également, l'ensemble a pu être qualifié de Dix-Sept Provinces.
À la suite de querelles de religion (guerre de Quatre-Vingts Ans), les Pays-Bas se scindent en 1581 en deux entités, les Provinces-Unies, les sept provinces septentrionales, et les Pays-Bas espagnols qui ne comptent plus que les dix provinces méridionales (les Pays-Bas méridionaux). L'Espagne ne reconnaît toutefois l'indépendance de la nouvelle République des Sept Provinces unies qu'en 1648, à l'occasion des traités de Westphalie.
Après le traité d'Utrecht (1714), les Pays-Bas espagnols deviennent les Pays-Bas autrichiens, qui deviennent indépendants en 1790 sous le nom de États-Belgiques-Unis.

Les départements français en 1812 (y compris dans l'actuel Bénélux)

À la suite de la Révolution française, les deux pays sont envahis par les troupes françaises. Les Pays-Bas autrichiens vont être annexés dès 1795 et devenir les départements réunis tandis que les Provinces-Unies vont former, en 1795, la République batave puis le royaume de Hollande, en 1806, avant d'être également annexés par la France.
Après Waterloo, les deux pays sont regroupés en un seul, le royaume uni des Pays-Bas qui comprend de 1815 à 1830 trois États actuels, la Belgique, le Luxembourg et les Pays-Bas.
Cependant en 1830, les provinces du sud vont se révolter et devenir le royaume de Belgique tandis que, à la suite d'accords internationaux, le Grand Duché de Luxembourg va devenir une entité indépendante en 1867.

## Divers
La Nouvelle-Néerlande désignait, entre 1614 et 1667, les colonies américaines comprises entre la Virginie et la Nouvelle-Angleterre.